# Paula Wajsman
Pour les articles homonymes, voir Wajsman.
Paula Wajsman (née à San Juan le 26 août 1939 et décédée à Buenos Aires en 1995) est une psychologue, essayiste et traductrice argentine.

## Biographie
Benjamine d'une famille d'émigrés polonais, elle a étudié la psychanalyse à l'université de Buenos Aires. Elle a eu pour patient le poète Osvaldo Lamborghini, avec lequel elle a entretenu une relation, et a été l'amie du romancier Manuel Puig.
Comme traductrice, on lui doit la version espagnole [D]es règles de la méthode sociologique du sociologue Émile Durkheim, et la diffusion des travaux du sociologue français,. Elle participe également à différents groupes d'études en psychanalyse et en sémiotique dont celui créé par le psychanalyste et essayiste argentin Oscar Masotta, lui-même traducteur des travaux de Jacques Lacan.
En 1990 elle publie la nouvelle Informe de París, qui relate sa perception de son exil en Europe alors que son pays est dirigé par la junte militaire mais le roman passe presque inaperçu à l'époque. Wasjman qui a espéré un impact plus retentissant pour le texte en tire un sentiment d'échec et de frustration. Elle ne se définit donc pas en tant qu'écrivaine, selon sa compatriote Angélica Gorodischer.
Lorsqu'elle meurt d'un cancer en 1995, elle laisse derrière elle un roman inédit appelé Punto atrás, deux livres de poésie et 60 cahiers de manuscrits avec des poèmes, des récits de voyages et un livre de contes appelé Crónicas e infundios qui est publié en 1999. Par la suite, son roman Punto atrás est publié en 2013 par les Éditons de l'Université de Villa María dans la collection Narratrices Argentines, codirigée par María Teresa Andruetto. Des textes intraçables qui circulent en des photocopies, de main en main et qui sont connus pour avoir été cités par des écrivaines telles qu'Angélica Gorodischer et María Teresa Andruetto, dans son blog sur des narratrices argentines,.

## Publications

### Livres
- (es) Informe de Paris, Ediciones de la Flor, 1990 (ISBN 950-515-038-5 et 978-950-515-038-0, OCLC 24266929, lire en ligne)
- (es) Punto atrás, EDUVIM, Editorial Universitaria Villa María, 2012 (ISBN 978-987-1330-77-5 et 987-1330-77-4, OCLC 888238242, lire en ligne)
- (es) Crónicas e infundios, Amigos PW, 1999, 175 p. (ISBN 978-9-879-79550-7)

### Articles
- (es) Paula Wajsman, « Polémicas. Las imágenes del imperialismo (I). Una historia de fantasmas », LENGUAjes no 1,‎ avril 1974, p. 127-131
- (es) Paula Wajsman et C. Sastre, « Las revistas infantiles », Revistas Los Libros N° 8,‎ 1969, p. 12-13 et 21